# Stork (azienda)
Stork B.V. (fino al 2007: Stork N.V.) è una società olandese di macchine e impianti con sede a Naarden in Olanda Settentrionale.

## Storia

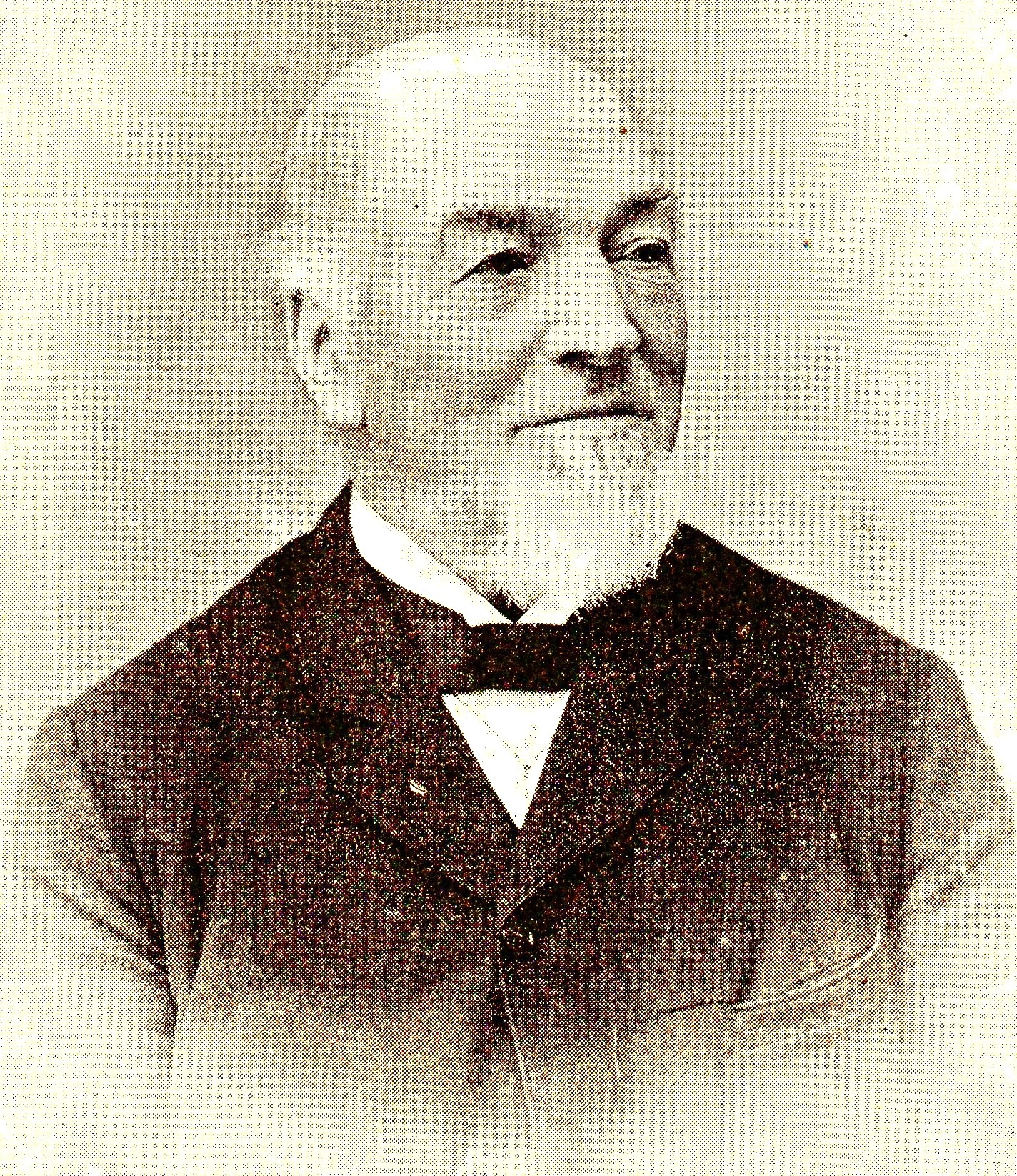
Il fondatore Charles Theodorus Stork (1822–1895)

Fondata come Machinefabriek Gebroeders Stork & Co. nel 1865 a Borne (Paesi Bassi) da parte di Charles Theodorus Stork. Iniziò come costruttore di macchine tessili. Nel 1868 si spostò a Hengelo (Overijssel).
A cavallo dei due secoli '800-'900 l'azienda divenne una delle più grandi d'Olanda.
Nel 1954 si fuse con la Werkspoor, formando la Verenigde Machinefabrieken Stork-Werkspoor (VMF). Iniziarono la produzione di veicoli.
Nel 1968 venne acquisita la Bronswerk. A seguire la Nolte (1989) e la Comprimo (1994). Dagli anni '60 ai '90 vi fu una riduzione delle attività nell'industria pesante.
Nel 1992 la VMF Stork diventa Stork N.V. quotata alla Borsa di Amsterdam.
Nel 1996 la Stork acquisisce il costruttore aerospaziale Fokker e crea la Fokker Aviation.
Nel 2007 con l'entrata nella società dell'hedge funds Centaurus and Paulson vengono ceduti alcuni rami d'azienda. La maggioranza delle azioni diventa della britannica Candover Investments. Viene ceduta la divisione dell'impiantistica per l'industria alimentare. Sotto la nuova maggioranza azionaria la Stork nel 2008 passa da Naamloze Vennootschap (NV) a Besloten vennootschap (BV).

## Prodotti e servizi

### Odierno
A marzo 2012:
- Stork Technologies: Servizi d'ingegneria nei rami vari, industria chimica, energia, petrolio e gas[7]
- Fokker Aviation: Aerospazio[8]

### Storia

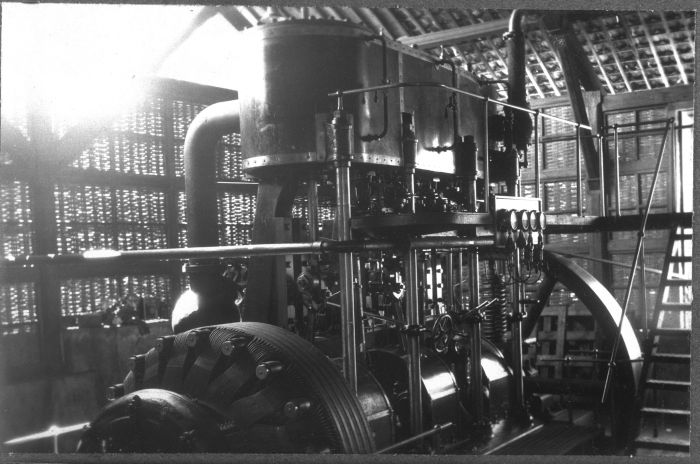
Macchina a vapore Stork del 1926

Nei 150 anni di storia Stork ha prodotto:
- macchine tessili
- macchine a vapore, serbatoi, fornaci
- motori a combustione interna, Diesel
- caldaie e riscaldatori
- gru
- veicoli ferroviari, autoveicoli e velivoli (Werkspoor e Fokker)
- navi e imbarcazioni
- macchine per l'industria alimentare